# Équipe du Canada de curling
L'équipe du Canada de curling est la sélection qui représente le Canada dans les compétitions internationales de curling.
En 2017, l'équipe nationale est classé comme nation numéro 1 chez les hommes et chez les femmes.

## Palmarès et résultats

### Palmarès masculin
Titres, trophées et places d'honneur
- Jeux Olympiques Hommes depuis 1924
  - Meilleur résultat : 1er
  - 3 fois premier en 2014, 2010, 2006
  - 2 fois deuxième en 2002, 1998

| Jeux olympiques     | Classement | Skip           | Third        | Second         | Lead         | Remplaçant    |
| ------------------- | ---------- | -------------- | ------------ | -------------- | ------------ | ------------- |
| Nagano 1998         | Argent     | Colin Mitchell | Paul Savage  | Mike Harris    | Richard Hart | George Karrys |
| Salt Lake City 2002 | Argent     | Kevin Martin   | Don Walchuk  | Carter Rycroft | Don Bartlett | Ken Tralnberg |
| Turin 2006          | Or         | Brad Gushue    | Mark Nichols | Russ Howard    | Jamie Korab  | Mike Adam     |
| Vancouver 2010      | Or         | Kevin Martin   | John Morris  | Marc Kennedy   | Ben Hebert   | Adam Enright  |
| Sotchi 2014         | Or         | Brad Jacobs    | Ryan Fry     | E. J. Harnden  | Ryan Harnden | Caleb Flaxey  |
| Pyeongchang 2018    | 4e         | Kevin Koe      | Marc Kennedy | Brent Laing    | Ben Hebert   | Scott Pfeifer |

- Championnats du monde Hommes depuis 1959
  - Meilleur résultat : 1er
  - 36 fois premier en 2017, 2016, 2012, 2011, 2010, 2008, 2007, 2005, 2003, 2002, 2000, 1998, 1996, 1995, 1994, 1993, 1990, 1989, 1987, 1986, 1985, 1983, 1982, 1980, 1972, 1971, 1970, 1969, 1968, 1966, 1964, 1963, 1962, 1961, 1960, 1959
  - 9 fois deuxième en 2013, 2009, 2006, 1999, 1991, 1988, 1977, 1973, 1965
  - 6 fois troisième en 2015, 2004, 1981, 1979, 1978, 1975

### Palmarès féminin
Titres, trophées et places d'honneur
- Jeux Olympiques Femmes depuis 1998
  - Meilleur résultat : 1er
  - 2 fois premier en 2014, 1998
  - 1 fois deuxième en 2010
  - 2 fois troisième en 2006, 2002

| Jeux olympiques     | Classement | Skip              | Third          | Second              | Lead             | Remplaçant     |
| ------------------- | ---------- | ----------------- | -------------- | ------------------- | ---------------- | -------------- |
| Nagano 1998         | Or         | Sandra Schmirler  | Jan Betker     | Joan McCusker       | Marcia Gudereit  | Atina Ford     |
| Salt Lake City 2002 | Bronze     | Kelley Law        | Julie Skinner  | Georgina Wheatcroft | Diane Nelson     | Cheryl Noble   |
| Turin 2006          | Bronze     | Shannon Kleibrink | Amy Nixon      | Glenys Bakker       | Christine Keshen | Sandra Jenkins |
| Vancouver 2010      | Argent     | Cheryl Bernard    | Susan O'Connor | Carolyn Darbyshire  | Cori Bartel      | Kristie Moore  |
| Sotchi 2014         | Or         | Jennifer Jones    | Kaitlyn Lawes  | Jill Officer        | Dawn McEwen      | Kirsten Wall   |
| Pyeongchang 2018    | 6e         | Rachel Homan      | Emma Miskew    | Joanne Courtney     | Lisa Weagle      | Cheryl Bernard |

- Championnats du monde Femmes depuis 1979
  - Meilleur résultat : 1er
  - 16 fois premier en 2017, 2008, 2007, 2004, 2001, 2000, 1997, 1996, 1994, 1993, 1989, 1987, 1986, 1985, 1984, 1980
  - 8 fois deuxième en 2015, 2014, 2011, 2003, 1995, 1991, 1988, 1981
  - 6 fois troisième en 2013, 2012, 2010, 2006, 1998, 1983

### Palmarès mixte
Titres, trophées et places d'honneur
- - Jeux Olympiques Hommes depuis 2018
  - Meilleur résultat : 1er en 2018

| Jeux olympiques  | Classement | Femme         | Homme       |
| ---------------- | ---------- | ------------- | ----------- |
| Pyeongchang 2018 | Or         | Kaitlyn Lawes | John Morris |

- Championnat du Monde Doubles Mixte depuis 2015
  - Meilleur résultat : 2ème
  - 1 fois deuxième en 2017

### Palmarès curling en fauteuil
| Jeux paralympiques | Classement | Skip          | Third            | Second          | Lead         | Remplaçant      |
| ------------------ | ---------- | ------------- | ---------------- | --------------- | ------------ | --------------- |
| Turin 2006         | Or         | Chris Daw     | Gerry Austgarden | Gary Cormack    | Sonja Gaudet | Karen Blachford |
| Vancouver 2010     | Or         | Jim Armstrong | Darryl Neighbour | Ina Forrest     | Sonja Gaudet | Bruno Yizek     |
| Sotchi 2014        | Or         | Jim Armstrong | Dennis Thiessen  | Ina Forrest     | Sonja Gaudet | Mark Ideson     |
| Pyeongchang 2018   | Bronze     | Mark Ideson   | Ina Forrest      | Dennis Thiessen | Marie Wright | James Anseeuw   |